# Ясная Поляна (Калининградская область)
Ясная Поляна (до 1946 — Гросс Тракенен (нем. Groß Trakehnen)) — посёлок в Нестеровском районе Калининградской области.

## История
В 1732 году в Тракенене прусским королём Фридрихом Вильгельмом I был основан конезавод «Гросс Тракенен». Здесь вывели всемирно известную тракененскую породу верховых спортивных лошадей. Лошадям, появившимся на свет в «Гросс Тракенене», ставили клеймо «Рог лося». Этот знак украшает ворота центрального здания конезавода — замка Ландшмессеров.
В 1932 году по случаю 200-летнего юбилея конезавода лучшему производителю породы — жеребцу Темпельхютеру («Хранителю храма») — поставили памятник в Тракенене. В 1944 году при наступлении советских войск все лошади были эвакуированы вглубь Германии. После оккупации города советскими войсками статую в качестве военного трофея вывезли в Москву, где она долгое время находилась в музее Тимирязевской академии.
В конце 1980-х и в 1990-х годах в Ясную Поляну переехали этнические немцы из Казахстана и Киргизии, ставшие гражданами России.
С 2001 года господин Мёриг (председатель Общества «Помощь Тракенену») при поддержке туристического агентства «Reisebüro Braun» uз города Брауншвейга занимается на международном уровне возвращением бронзовой скульптуры легендарного жеребца-производителя на своё историческое место в Ясной Поляне.

## Население
| 1910 | 1933  | 1939  | 2002 | 2010 |
| ---- | ----- | ----- | ---- | ---- |
| 1691 | ↘1540 | ↘1519 | ↘955 | ↗997 |

## Социальная сфера
В бывшем замке теперь расположена Замковая средняя школа. Планируется строительство общеобразовательной школы на 22 класса (550) учащихся. Имеется гостевой дом «Старая аптека».

## Экономика
6 марта 1946 года Совхоз № 16 Нестеровского района был переименован в совхоз «Ясная Поляна». Ныне в Ясной Поляне находится ЗАО «Ясное».

## Достопримечательности
- Комплекс сооружений Тракененского конезавода, на территории которого располагается музей[6].
- Братская могила, в которой захоронено 2411 советских воинов; 175 из них не занесены на эпитафии.

Рядом с братской могилой советских воинов лежал камень, посвящённый павшим немецким солдатам и находится народный музей. В настоящее время камень павшим немецким солдатам перевезен в другое место.

## Известные жители
В Тракенене родились:
- Вальтер Эмануэль Функ (18 августа 1890 — 31 мая 1960, Дюссельдорф, ФРГ) — немецкий журналист, нацистский министр экономики, президент Рейхсбанка.
- Жорж Скибин (30 января 1920 — 14 января 1981, Даллас, США) — танцовщик и балетмейстер, выдающийся деятель хореографии, директор балетной труппы Парижской оперы в 1958—1961 годах.